# Pat Mallet
Pierre André Patrick „Pat“ Mallet (* 19. Juni 1939 in Marseille; † 30. September 2012 in Bayonne) war ein französischer Comiczeichner.

## Leben
Pat Mallet war seit seinem neunten Lebensjahr gehörlos.
Er studierte an der Akademie für Angewandte Künste in Paris zur gleichen Zeit wie die Comiczeichner Jean Giraud (Moebius) und Jean-Claude Mézières. Mallet erschuf die Abenteuer von Pegg dem Roboter und den zwei albernen Marsmenschen Xing & Xot für Spirou, und bald danach einen weiteren, Zoum, für Pilote. Er wurde schließlich ein erfolgreicher Cartoonist und widmete seine gesamte Karriere Gag-Zeichnungen über „kleine grüne Männchen“.
Patrick Mallet zeichnete für das französische Paris Match sowie für den Stern und Die Zeit. Ab 1970 erschienen seine kleinen grünen Männchen im französischen Magazin lui. 1972 erhielt er den Grand Prix International de la Caricature in Montreal.
Pat Mallet lebte in Frankreich. Er war auch als Zeichenlehrer für gehörlose Kinder tätig.